# Pardosa irretita
Pardosa irretita este o specie de păianjeni din genul Pardosa, familia Lycosidae, descrisă de Simon, 1886. Conform Catalogue of Life specia Pardosa irretita nu are subspecii cunoscute.